# Isabel da Áustria (1436–1505)
Isabel Habsburgo da Áustria (Alemão: Elisabeth von Habsburg; Polonês: Elżbieta Rakuszanka; Lituano: Elžbieta Habsburgaitė; c. 1436 – 30 de agosto de 1505) foi Rainha da Polônia e Grã-Duquesa da Lituânia entre 1454 a 1492, por casamento com Casimiro IV Jagelão. Como uma das três netas sobreviventes do imperador Sigismundo, ela tinha um forte direito aos reinos da Hungria e da Boêmia. A nobreza polonesa, buscando aumentar a influência polonesa na Hungria e na Boêmia, buscou o casamento com Isabel desde o seu nascimento e finalmente teve sucesso em 1454. Seu casamento com Casimiro foi um dos casamentos reais mais bem-sucedidos na Polônia. Ela deu à luz treze filhos, dos quais onze sobreviveram até a idade adulta. Quatro de seus filhos foram coroados como reis. Por isso, é considerada a matriarca da dinastia jaguelônica.

## Vida inicial

### Infância tumultuada
Isabel era filha de Alberto II da Germânia, Arquiduque da Áustria, e sua esposa Isabel de Luxemburgo. A data exata de seu nascimento é desconhecida e foi fornecida de várias maneiras entre 1436 e o início de 1439. Seu irmão mais velho, Jorge (que morreu no nascimento), nasceu em fevereiro de 1435. O cronista polonês Jan Długosz mencionou que enviados poloneses viajaram para Viena no outono de 1436 para negociar com o imperador Sigismundo um casamento entre suas netas, Ana e Isabel, que eram consideradas herdeiras dos tronos da Boêmia e da Hungria e os príncipes poloneses Ladislau e Casimiro. Embora as negociações tenham terminado sem um acordo decisivo, permitiram aos historiadores concluir que Elisabeth nasceu na primeira metade de 1436. Por parte paterna, era neta de Alberto IV da Áustria e de Joana Sofia da Baviera. Já por parte materna, era neta de Sigismundo, Sacro-Imperador e de Bárbara de Celje. Ela também era irmã do futuro Rei Ladislau V da Hungria e de Ana de Áustria.
Em 9 de dezembro de 1437, quando Isabel tinha apenas 1 ano de idade, seu avô materno, Sacro-Imperador Romano Germânico, Rei da Hungria e Boêmia, veio a falecer aos 69 anos sem herdeiros homens legítimos. Ele tinha apenas uma filha, a mãe de Isabel, também chamada de Isabel. E com isto, Sigismundo foi sucedido nos tronos da Hungria e Boêmia por seu genro, o pai de Isabel, Alberto II da Germânia. Porém, essa situação acabou provocando o início de uma união pessoal entre a Hungria, Boêmia e a Áustria, já que Alberto era Duque da Áustria também por direito próprio. Mas o seu título na Boêmia era apenas de jure, pois os hussitas se recusaram a reconhece-lo e promoveram o príncipe polonês Casimiro IV Jagelão como seu rei, o que resultou em uma guerra. Diplomatas poloneses continuaram a perseguir o plano de um casamento entre Casimiro e Isabel, que traria a Boêmia como dote. O rei Alberto recebeu os diplomatas friamente, pois não tinha intenções de renunciar a suas reivindicações sobre a Boêmia. Em março de 1439, a irmã de Isabel, Ana, foi prometida em casamento a Guilherme III, Conde da Turíngia, filho de Frederico I de Wettin, e foi enviada para viver na corte saxônica (o casamento de fato só veio a ocorrer em 1446).
Alberto II veio a falecer inesperadamente em 27 de outubro de 1439, e na época de sua morte, ele só tinha duas filhas, Isabel e Ana, mas a sua esposa estava grávida uma quarta vez. E ela deu a luz a um menino em 22 de fevereiro de 1440, batizado de Ladislau V, que sucedeu Alberto II nós títulos austríaco e boêmio. Mas os nobres da hungria decidiram eleger o Rei da Polônia, Ladislau III da Polônia, como novo Rei da Hungria. Então, Isabel de Luxemburgo roubou a Coroa de Santo Estêvão com ajuda da babá de Isabel, Helene Kottanner, e reclamou o trono para seu filho, dando início a uma guerra civil entre os apoiadores de Ladislau III da Polônia e Isabel (Mãe de Ladislau V). A guerra terminou em 1442, com vitória de Ladislau da Polônia. Durante este tempo, Isabel e seu Irmão, Ladislau V, acabaram indo para a Áustria para ficar sob cuidados do Imperador, Frederico III do Sacro Império Romano-Germânico. Como parte do acordo, Isabel foi prometida em casamento a Frederico, sobrinho de Frederico III e filho de Frederico II, Eleitor da Saxônia e Margarida da Áustria.

### Na corte do Imperador
Após a morte de Isabel de Luxemburgo em 19 de Dezembro de 1442, eles foram adotados por Frederico III. O Imperador Frederico III era conhecido por ser emocionalmente distante e frugal, mas também proporcionou a ambos os filhos uma boa educação. Enea Silvio Piccolomini, secretário do imperador e futuro Papa Pio II, escreveu De liberorum educatione como instrução para a educação das crianças.
Em 1447, Frederico III propôs casar Isabel com Carlos I da Borgonha, filho de Filipe, o Bom, Duque da Borgonha. Filipe havia adquirido o Ducado de Luxemburgo de Isabel de Görlitz. Frederico III ofereceu 70.000 ducados como dote de Isabel em troca de Luxemburgo, mas Filipe exigiu 120.000 ducados e as negociações fracassaram. Por razões desconhecidas, o casamento agendado de Isabel com Frederico da Saxônia, negociado por sua mãe, a Rainha Isabel, não ocorreu, apesar de um tratado de casamento assinado em julho de 1450.
Ladislau III veio a falecer inesperadamente aos 20 anos de idade em 10 de novembro de 1444, durante a Cruzada de Varna, falecendo sem herdeiros. Com isso, o irmão de Isabel, Ladislau V, assumiu o trono húngaro formalmente. Mas Frederico III se negou a permitir que Isabel e seu irmão partissem para a Hungria, e os manteve presos em cativeiro. As ambições políticas de Ulrico II, Conde de Celje, primo da Rainha Isabel, levaram-no a exigir a entrega das crianças sob sua custódia. Em dezembro de 1451, ele levou Ladislau V para Roma com ele, e deixou Isabel na Áustria, em Viena. Os nobres austríacos se rebelaram contra Frederico III e libertaram Isabel, que foi para a Hungria e passou a ficar sob cuidados de Ulrico II. Posteriormente, Frederico também libertou Ladislau após retornar de Roma em julho de 1452, e ele se juntou a Isabel na Hungria.

## Rainha da Polônia

### Casamento e vida familiar
Em agosto de 1453, Ulrich II concluiu um acordo de casamento para Isabel com o Rei da Polônia e Grão-duque da Lituânia, Casimiro IV Jagelão da Polônia. O dote de Isabel foi estimado em 100 000 moedas de ouro húngaras, e deveria ser pago por seu irmão, o Rei Ladislau V da Hungria. Em troca, Casimiro deu para Isabel as cidades de Koło, Opoczno e Przedecz, assim como lhe forneceu as minas de sal de Wieliczka e de Bochnia, que garantiram uma renda de 5.000 moedas de ouro anualmente para Isabel. Isabel teve que renunciar a suas reivindicações sobre as terras austríacas; a renúncia não se aplicaria se seu irmão Ladislau morresse sem um herdeiro masculino.
O dote de Isabel não foi pago imediatamente e isso lhe deu o pretexto para reivindicar as coroas húngara e boêmia. Eventualmente, Isabel recebeu dois terços de seu dote - ele foi pago em 1471 e 1472 por Frederico III, Sacro Imperador Romano. O terço de seu dote assegurado por terras na Boêmia foi perdoado quando seu filho Vladislau II se tornou Rei da Boêmia. Casimiro compensou o dote atrasado e forneceu à sua esposa segurança financeira quando, em dezembro de 1461, após a morte da Rainha Sofia, ele transferiu uma série de terras reais nas posses de Sofia para Isabel, incluindo Korczyn, Wiślica, Żarnowiec, Radom, Jedlnia, Kozienice, Chęciny, Łęczyca, Kłodawa, Pyzdry, Konin, Inowrocław. Em 1467, ela renunciou à sua reivindicação ao Ducado de Luxemburgo para Carlos I, Duque da Borgonha, cujo pai havia comprado o território em 1443 de Isabel de Görlitz, Duquesa de Luxemburgo.
Isabel chegou a Cracóvia em 9 de fevereiro de 1454, onde conheceu seu futuro marido, Casimiro, e a sua sogra, Sofia de Holszany. Casimiro achou Isabel feia, e considerou anular o acordo de casamento às vésperas da cerimônia, mas foi convencido a não fazer isto. A cerimônia de casamento foi posteriormente realizado em 10 de fevereiro de 1454, e no mesmo dia, Isabel foi coroada e se tornou Rainha Consorte da Polónia e Grã-Duquesa da Lituânia. O casamento deles, que durou 38 anos, foi feliz e Isabel, apesar de suas frequentes gravidezes, acompanhou seu marido em quase todas as viagens, incluindo cerca de trinta visitas ao Grão-Ducado da Lituânia. Eles se separavam raramente e por curtos períodos, quando Casimiro residia em campos de guerra. Seu primeiro filho, Vladislau II, nasceu em 1º de março de 1456, dois anos após o casamento. Ela deu à luz sete filhos em dez anos. As crianças receberam uma educação abrangente, a qual foi atribuída a Isabel por Marcin Kromer. Seus tutores incluíram o sacerdote polonês Jan Długosz e o humanista italiano Filippo Buonaccorsi.
A Rainha Isabel exercia uma influência sobre seu marido Casimiro, mas não desempenhou um papel mais ativo na política. Em vez disso, ela esteve muito envolvida na organização dos casamentos de suas filhas. Sua influência foi particularmente evidente durante as negociações para o casamento de sua filha Edviges com Jorge, Duque da Baviera, em dezembro de 1474. Quando as exigências de Isabel ultrapassaram a autoridade dos enviados bávaros, ao invés de enviar os enviados de volta para discutir as exigências com o Duque da Baviera, Elisabeth assumiu a responsabilidade por suas demandas e escreveu uma carta ao Duque, pedindo-lhe que não punisse os enviados. Isabel não organizou os casamentos de seus filhos e nenhum de seus filhos sob sua influência se casou jovem: Casimiro (que morreu aos 26 anos) e João Alberto (que morreu aos 41) nunca se casaram, enquanto Sigismundo casou-se aos 47 anos. Apenas Alexandre, que viveu na Lituânia, e Vladislau, que viveu na Boêmia, casaram-se enquanto Isabel estava viva.

### Problemas com a Hungria e a Boêmia
Após a morte, em 1457, do irmão sem filhos de Elisabeth, o rei Ladislau o Póstumo, ela e sua família começaram a avançar suas reivindicações aos tronos da Boêmia e da Hungria. Os poloneses argumentaram que, uma vez que o dote de Isabel não havia sido pago, ela tinha direito às terras húngaras e boêmias. No entanto, a Bula Dourada de 1356 não reconhecia os direitos de herança das mulheres, e os nobres húngaros e boêmios consideravam sua monarquia como eletiva, e não hereditária. Portanto, elegeram Matias Corvino e Jorge de Poděbrady. Como a Polônia estava envolvida na Guerra dos Treze Anos (1454–66), o rei Casimiro não pôde impor as reivindicações de Isabel. No entanto, isso não impediu medidas políticas. Em 1466, o Bispo Rudolf de Rüdesheim informou a Isabel que o Papa Paulo II considerava Jorge de Poděbrady um herege e Isabel a legítima herdeira ao trono da Boêmia. Quando Matias Corvino propôs casamento à filha de Elisabeth, Edviges, em 1468, Elisabeth recusou-se furiosamente e chamou Corvino de 'cão'.
Um novo capítulo na luta de Isabel por sua herança começou com a morte de Poděbrady em 1471, quando o filho de Isabel, Vladislau II, se tornou Rei da Boêmia. Ao mesmo tempo, um grupo de nobres católicos boêmios apoiou Corvino em vez de Vladislau II. Por sua vez, um grupo de nobres húngaros conspirou contra Corvino e convidou o rei polonês para depô-lo. Com a Boêmia nas mãos de Vladislau, o Rei Casimiro IV decidiu estabelecer seu filho, o futuro Santo Casimiro, na Hungria. Um exército polonês invadiu a Hungria, mas o exército estava mal suprido e a breve campanha húngara não foi bem-sucedida. A guerra na Boêmia continuou até que a Paz de Olomouc dividiu a Boêmia entre Corvino e Vladislau II.
Após a morte de Corvino em abril de 1490, Casimiro e Isabel apoiaram seu filho João I Alberto como Rei da Hungria. Os nobres húngaros preferiram o ineficaz Vladislau II. Após os apelos de Isabel em favor de João Alberto, que supostamente era seu favorito, não conseguirem persuadir Vladislau II a abandonar a coroa húngara, eclodiu uma guerra entre os dois irmãos em junho de 1490, que durou até janeiro de 1492. João Alberto foi derrotado e retornou à Polônia, enquanto Vladislau II foi coroado como Rei da Hungria. A Hungria e a Boêmia foram governadas por Vladislau e seu filho Luís II da Hungria até 1526.

## Rainha-mãe
O rei Casimiro faleceu em 7 de junho de 1492. Historiadores da arte acreditam que ela contratou o artista Veit Stoss para criar o túmulo e o jacente de Casimiro. O trono da Lituânia já havia sido assegurado por Alexandre Jagelão, que atuava como regente de seu pai na Lituânia desde 1490. Isabel tomou ações decisivas para garantir o trono polonês para seu filho predileto, João I Alberto - ela escreveu cartas ao Grande Mestre Teutônico Johann von Tiefen, aos seus filhos Vladislau II e Alexandre pedindo apoio em nome de João Alberto. Mais importantemente, ela emprestou 5.675 florins da família bancária Fischel e contratou um grupo de soldados húngaros. Esses soldados, liderados pelo filho de Elisabeth, Fryderyk, marcharam para Piotrków Trybunalski, onde os nobres poloneses elegeram João Alberto como seu rei em 27 de agosto. A união pessoal entre a Polônia e a Lituânia foi temporariamente interrompida.
Viúva, Elisabeth levava uma vida sedentária em Cracóvia na companhia de suas filhas mais novas, Bárbara e Isabel. Ela não estava envolvida na política estatal. Seu único movimento político conhecido durante o reinado de João Alberto foi o pedido ao rei para apoiar Frederico da Saxônia em sua busca pelo título de Grão-Mestre dos Cavaleiros Teutônicos. No entanto, continuou a desempenhar um papel ativo nas questões familiares. No início de 1495, ela viajou para Vilnius para assistir ao casamento de seu filho Alexandre e Helena de Moscou. Isabel desejava convencer Helena a se converter do cristianismo ortodoxo ao catolicismo e a garantir uma posição para seu filho Sigismundo. Ela não teve sucesso em ambos os aspectos e deixou a Lituânia irritada e ofendida—talvez devido a essa antipatia, ela foi passiva quando João Alberto morreu subitamente em 1501 e não tomou mais ações proeminentes para apoiar Alexandre como candidato ao trono polonês.
Em 1496, ela organizou o casamento de Bárbara com Jorge, Duque da Saxônia. Isabel ficou apenas com sua filha mais nova, também chamada Isabel, como sua companheira em Cracóvia. Talvez com a ajuda de sua mãe, Sigismundo obteve o Ducado de Głogów de seu irmão Vladislau II em 1499. Em 1503, ela financiou uma capela dentro da Catedral de Wawel para abrigar o túmulo de seu filho João Alberto, feito pelo artista florentino Francesco Fiorentino. Ela também enviou uma governanta polonesa para Vladislau II quando ele estava esperando seu primeiro filho, Ana. Isabel se opôs ao casamento de sua filha mais nova, Isabel, com Bogdan III, Voivoda da Moldávia. Em vez disso, em 1504 e 1505, a Rainha Isabel destinou suas terras e rendimentos para garantir a independência financeira de sua filha; a Princesa Isabel também herdou a maior parte da riqueza da rainha.

## Morte
Isabel adoeceu em 1505, mas seus sintomas são desconhecidos. Ela faleceu em 30 de agosto de 1505. Foi sepultada ao lado de seu esposo e de suas duas filhas na tumba de seu marido em 21 de setembro na Catedral de Wawel.

## Descendência
Em seu casamento, Isabel gerou treze filhos:
1. Vladislau II (1 de março de 1456 – 13 de março de 1516), Rei da Boêmia e da Hungria
2. Edviges (21 de setembro de 1457 – 18 de fevereiro de 1502), casou-se em 14 de novembro de 1475 com Jorge da Baviera.
3. Casimiro (3 de outubro de 1458 – 4 de março de 1484), santo padroeiro da Lituânia
4. João I Alberto (27 de dezembro de 1459 – 17 de junho de 1501), Rei da Polônia e Duque de Głogów
5. Alexandre (5 de agosto de 1461 – 19 de agosto de 1506), Grão-Duque da Lituânia e Rei da Polônia
6. Sofia (6 de maio de 1464 – 5 de outubro de 1512), casou-se em 14 de fevereiro de 1479 com Frederico I, Marquês de Brandemburgo-Ansbach.
7. Isabel (9 de maio de 1465 - 9 de maio de 1466)
8. Sigismundo I  (1 de janeiro de 1467 – 1 de abril de 1548), Rei da Polônia e Grão-Duque da Lituânia
9. Frederico (27 de abril de 1468 – 14 de março de 1503), Arcebispo de Gniezno e Primaz da Polônia
10. Isabel (13 de maio de 1472 – entre 19 de maio de 1480/20 de maio de 1481)
11. Ana (12 de março de 1476 – 12 de agosto de 1503), casou-se em 2 de fevereiro de 1491 com Bogislaw X, duque da Pomerânia
12. Bárbara (15 de julho de 1478 – 15 de fevereiro de 1534), casou-se em 21 de novembro de 1496 com Jorge, Duque da Saxônia.
13. Isabel (13 de novembro de 1482 – 16 de fevereiro de 1517), casou em 25 de novembro de 1515 com Frederico II, Duque de Legnica.